# Nádasfürdő
A Nagy Harom és a Kis Harom között, a Csomád hegység északi lejtőjén, Újtusnádtól 3 km-re található Nádasfürdő.

## Leírása
Több borvízforrás (Nádasi borvíz, Fekete Győri borvize, Pallók vagy Endes borvize, Szemvíz forrás) táplálja a mintegy 4 hektáros területen húzódó Nádas tőzeglápot, ahol kialakult a fürdő. A természetvédelmi területté nyilvánított tőzegláp változatos növényvilágnak a lelőhelye. Itt található két ritka, jégkorszakbeli maradványnövény: a szibériai hamuvirág és a taréjos pajzsika.

## Története
Tusnád környékén, az Olt mentén nagy hozamú, gazdag ásványvízforrások törnek fel, melyek körül több láp is keletkezett. Ilyen borvizes tőzegláp a Nádas lápja, ahol kialakult a tusnádi és alcsíki emberek kedvelt népi fürdője, a régen Tusnádfürdőként ismert, későbbi nevén Nádasfürdő. „ A Nádas, amely nevét a rajta, a patak közelében élő nádszigetektől kaphatta, egy erősen forrásos tőzeges, suvadásos, lápos terület, amely mívelésre, szántásra alkalmatlan, s ezért ősidők óta kaszálónak használják. Tele nagyobb kiterjedésű borvizes, vasas, ingoványos tószemekkel, és sok benne a dúsan feltörő szénsavas forrás, amelyekbe itt-ott kisebb mennyiségű édesvíz fakad.” (Ábrahám Ambrus)
A gyógyulni vágyók régen szekerekkel érkeztek a csak földúton megközelíthető fürdőre. Egyesek nagy kádakat hoztak magukkal, forrósított köveket tettek a vízbe, hogy kellemesebb legyen a fürdőzés. A szomszédos településekre el is szállították nagy csebrekben és kádakban az ásványvizet, a víz tetejére szalmakoszorúkat tettek, hogy ne locsogjon ki.
Az 1800-as évek közepén Tusnád Alvégi részén, Beszédmező területén kialakult az új fürdőtelep, a mai Tusnádfürdő. A rohamosan fejlődő, felkapott új fürdő elvonta Nádasfürdő látogatóit, ennek következtében fokozatosan tönkrementek a medencék, környéke lepusztult.
A 20. század elején kísérletet tettek a bő hozamú Nádasi-borvíz palackozására, de az akkor létező vékony falu üvegek nem bírták el a gáz nyomását, ezért abbahagyták a töltést. Ábrahám Ambrus tusnádi születésű, Budapesten élt akadémikus így ír a forrásról: „ A források között legbővizűbb az, amelyet a nép Nádasi-borvíznek nevez. A Nádasi borvíz dús szénsavtartalmú, vasas és felette ízletes. Nagyon látogatott, kiváló ital, csak az a hibája, hogy szállításra nem alkalmas.”
A hajdani kedvelt fürdőt 2002-ben egy fürdőépítő kaláka következtében felújították. A kaláka résztvevői rendbehozták a telep két medencéjét, befedték a Nádasi- és a Pallók borvizét, filagóriát, ökovécét építettek, táborozóhelyet alakítottak ki. A terület védelmének érdekében az épített létesítményeket egy 300 méteres deszkapallóval kötötték össze.
Napjainkban újra romos állapotban van a fürdő, gondozatlan a környéke, a deszkaépítmények elkorhadtak, csak a két medence használható.

## Jellegzetessége
Nádasfürdő ásványvízforrásai nátrium-magnézium-hidrogén-karbonát-klorid típusúak.

## Gyógyhatása
A fürdő vize főleg reumatikus panaszok gyógyítására alkalmas.